# Slåttevik
Slåttevik är en tätort i Tysværs kommun i Rogaland fylke i sydvästra Norge. Orten ligger där Europaväg 39 möter fylkesväg 4780, på den östra sidan av Førlandsfjorden.